# Thomas Kirchhoff (Gitarrist)
Thomas Kirchhoff (* 1960 in Iserlohn) ist ein deutscher Gitarrist und Hochschullehrer in Detmold.

## Künstlerischer Werdegang
Thomas Kirchhoff (Gitarrist) studierte an der Musikhochschule in Dortmund und von 1986 bis 1987 privat bei David Russell. Seit 1986 gab er mehr als 1000 Konzerte in über 40 Ländern der Erde. Neben seiner Tätigkeit im Amadeus Guitar Duo mit seiner Frau Dale Kavanagh spielte Kirchhoff auch viele Jahre im Duo Ars Vivendi mit der Flötistin Dors Dietz. Kirchhoff hat bisher 16 CDs veröffentlicht (Hänssler Classic). Titelgeschichten mit ihm erschienen in vielen nationalen und internationalen Musikzeitschriften (Fono Forum, Gitarre & Laute, Classical Guitar, American Record Guide, Guitart Magazine, Musikblatt, Akustic Gitarre).
Viele Komponisten haben Thomas Kirchhoff ihre Werke gewidmet, darunter Werke für zwei Gitarren und Orchester von Gheorghe Zamfir, Harald Genzmer, Gerald Garcia, Carlo Domeniconi, Christian Jost und Jaime Zenamon. Werke für Flöte und Gitarre und für das Amadeus Guitar Duo wurden von Martin Herchenröder, Peter Michael Hamel, Roland Dyens, Carlo Domeniconi, Jaime Zenamon, Stepan Rak, Stephen Dodgson und Christian Jost für Thomas Kirchhoff komponiert.
Kirchhoff unterrichtete Gitarre und Fachdidaktik von 1999 bis 2004 an der Musikhochschule Dortmund und lehrt seit 2004 an der Hochschule für Musik Detmold. 2006 wurde er vom Senat der Hochschule zum Honorarprofessor ernannt.

## Organisatorische Tätigkeit
1992 gründete Kirchhof das Internationale Gitarren-Symposion Iserlohn, das heute mit über 220 Teilnehmern aus 50 Ländern und über 4000 Besuchern zu den weltweit bedeutendsten Gitarrenfestivals zählt. Seit 2005 organisiert er auch noch das Acadia Classical Guitar Festival in Wolfville (Kanada), das sich ebenfalls zu einem der bedeutendsten Gitarrenfestivals Nordamerikas entwickelt hat.